# Afogados da Ingazeira
Afogados da Ingazeira là một đô thị thuộc bang Pernambuco, Brasil. Đô thị này có diện tích 377,86 km², dân số năm 2007 là 34022 người, mật độ 90,04 người/km².